# Kelleria dieffenbachii
Espèce
Classification phylogénétique
Kelleria dieffenbachii est une espèce de plantes à fleurs de la famille des Thymelaeaceae originaire d'Australie.
C'est une petite plante vivante rampante formant des touffes atteignant 30 cm de diamètre.
Les feuilles sessiles serrées les unes contre les autres font 2 à 3 mm de long. Les fleurs blanches apparaissent en été (janvier) en petits groupes de 2 à 7. Les fruits sont des baies.
On la trouve sur les pistes d'accès au mont Kosciuszko et dans les montagnes de Tasmanie.

## Illustrations
- http://www.anbg.gov.au/photo/apii/id/a/11014
- https://www.flickr.com/photos/nuytsia_pix/3344468945/

## Synonyme
- Kelleria tasmanica